# 民族解放政治委员会
民族解放政治委员会（希臘語：Πολιτική Επιτροπή Εθνικής Απελευθέρωσης，羅馬化：Politiki Epitropi Ethnikis Apeleftherosis，缩写为PEEA），通称山区政府（Κυβέρνηση του Βουνού，Kivernisi tou Vounou），是1944年在希腊建立的一个由希腊共产党主导的政府，反对纳粹德国控制的雅典傀儡政府和流亡开罗的王室政府。1944年5月，在黎巴嫩会议上，它与希腊流亡政府签署协议，决定共同建立民族团结政府。同年11月5日，民族解放政治委员会自行解散。

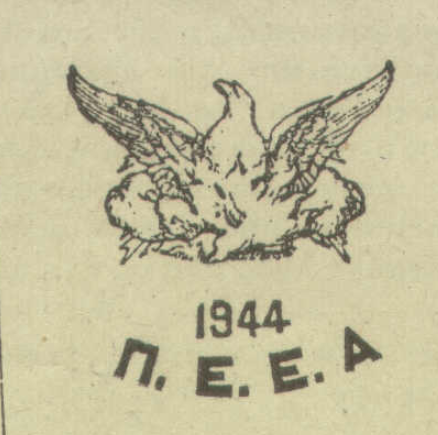
国徽